# تلمبه عمیق طرح عشایری
تلمبه عمیق طرح عشایری، نام یک آبادی در دهستان شریف‌آباد از توابع بخش مرکزی شهرستان سیرجان در استان کرمان است.

## جمعیت
این روستا در شریف‌آباد قرار دارد و براساس سرشماری مرکز آمار ایران در سال ۱۳۹۵، جمعیت آن ۱۷۳ نفر (۵۰ خانوار) بوده‌است.